# لیتل راک (آریزونا)
لیتل راک (به انگلیسی: Littlerock) یک منطقهٔ مسکونی در ایالات متحده آمریکا است که در شهرستان لس‌آنجلس، کالیفرنیا واقع شده‌است. لیتل راک ۴٫۷۷۴ کیلومتر مربع مساحت و ۱٬۳۷۷ نفر جمعیت دارد و ۸۸۱ متر بالاتر از سطح دریا واقع شده‌است.